# Les Lutteurs (Etty)
Vous lisez un « bon article » labellisé en 2019.
Pour les articles homonymes, voir Les Lutteurs.
Les Lutteurs (The Wrestlers) est une huile sur carton de William Etty peinte vers 1840 et conservée à la York Art Gallery au Royaume-Uni.
Le tableau illustre une scène de lutte entre un combattant à la peau blanche et un autre à la peau noire, dont les corps musclés et vivement éclairés sont couverts de sueur. William Etty est alors surtout connu pour ses tableaux à thèmes historiques ou mythologiques présentant des femmes nues ou à demi nues, mais il peint aussi occasionnellement des hommes en situation de combat.
À cette époque, le sport est une activité qui gagne en popularité : le tableau reflète cet effet de mode, tout en reprenant la tradition anglaise des poses inspirées des œuvres grecques classiques. C'est également une période où les Britanniques modifient quelque peu leur regard sur les relations entre personnes de différentes couleurs de peau, avec notamment l'apparition d’œuvres d'art qui dénoncent les ravages de l'esclavagisme. Quant à Etty, il s'efforce à cette époque d'exploiter son art à des fins d'illustration morale ; toutefois, rien n'indique en l'occurrence qu'il traite ce thème pour en faire un objet de commentaire de type social, ou bien si c'est simplement le contraste entre les couleurs de peau qui l'intéresse visuellement.
Il existe peu de données quant au parcours de l’œuvre avant 1947, mais il est probable que sa création se soit faite au cours de trois soirées consacrées au cours de modèle vivant à la Royal Academy, cours auquel Etty continue d'assister alors même qu'il est devenu très expérimenté et reconnu. Les Lutteurs sont vraisemblablement exposés en 1849 parmi une grande rétrospective de l’œuvre de l'artiste, organisée par la Royal Society of Arts quelques mois avant sa mort. Puis le tableau part dans une collection privée, et disparaît ainsi de la place publique pendant près d'un siècle. Il revient sur le marché de l'art en 1947, mais les grandes galeries ne sont alors guère intéressées par le sujet et la toile est acquise à bas prix par la York Art Gallery, en Angleterre, où elle est conservée depuis lors, mis à part sa participation à deux expositions importantes en 2002 et en 2011-2012.

## Etty, l'artiste du nu

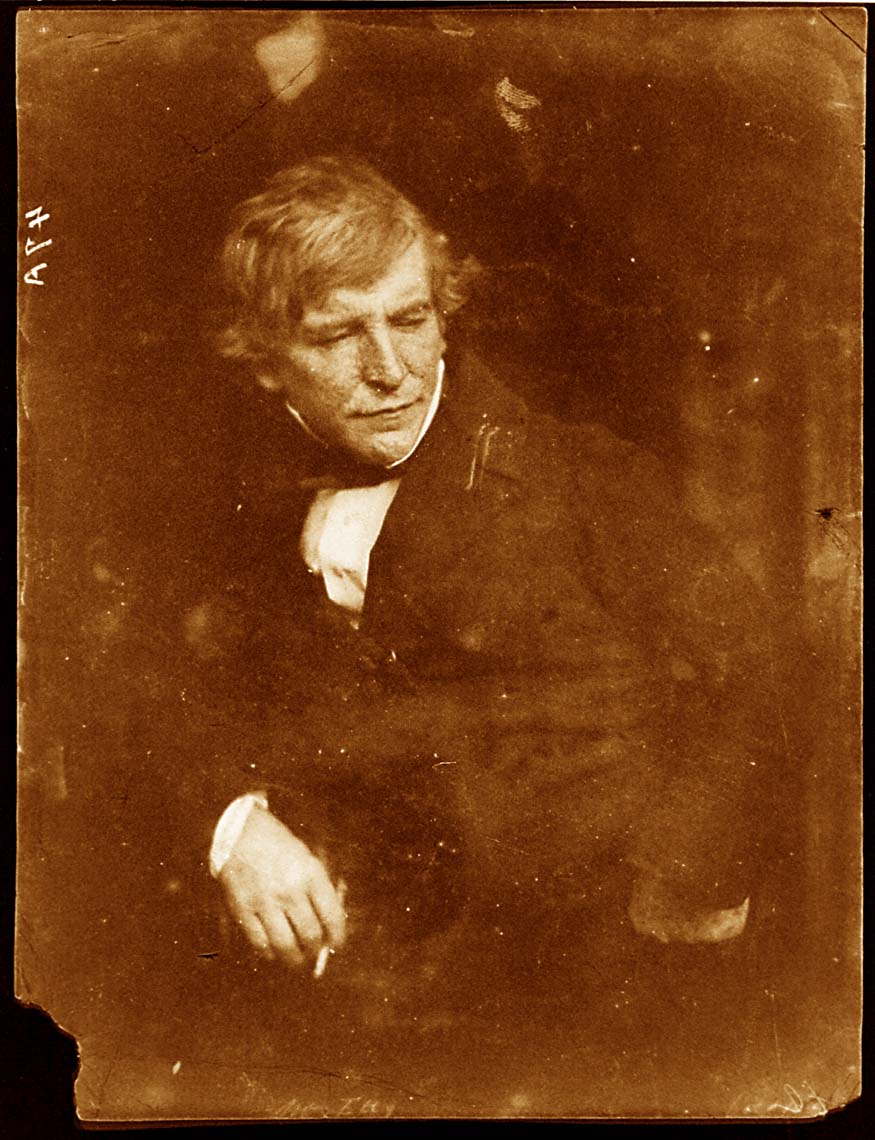
Portrait de William Etty en 1844, par Hill & Adamson (bibliothèque de l'université de Glasgow).

Né en 1787, septième enfant d'un meunier et boulanger de York, William Etty est tout d'abord placé comme apprenti imprimeur à Hull ; mais en 1805, au terme de ses sept années de formation, il quitte Hull pour partir à Londres dans le but d'embrasser une carrière artistique. Il intègre l'école de la Royal Academy en janvier 1807, et devient en juillet l'élève du portraitiste Thomas Lawrence, célèbre à l'époque, auprès de qui il étudie pendant un an.
Fortement influencé par l’œuvre de Titien et de Rubens, Etty se fait surtout connaître pour ses représentations de nus dans des tableaux à thème biblique, littéraire ou mythologique. Sa renommée est largement due à sa capacité à rendre avec justesse les tons de chair, ainsi qu'à son intérêt marqué pour les nuances entre les différentes couleurs de peau. Son travail est très apprécié par ses pairs, ce qui lui vaut d'accéder au statut de membre de la Royal Academy en février 1828 par un vote de dix-huit voix contre cinq au détriment de John Constable : c'est à l'époque le statut le plus honorable qui existe pour un artiste britannique.
Etty expose quinze toiles entre 1820 et 1829, dont quatorze contiennent une figure nue. La représentation du nu n'est pas une pratique iconographique courante en Angleterre, même si des tableaux de ce type peints par des artistes étrangers peuvent se trouver dans des collections privées ; de plus, la proclamation royale de 1787 (en) émise par George III  pour « décourager le vice » en empêche la publication et la diffusion. Etty fait donc œuvre de pionnier en se spécialisant dans la représentation du nu. Mais ce choix entraîne certaines inquiétudes dans le milieu bourgeois de l'Angleterre du XIXe siècle, face à des réactions jugées obscènes de la part du public de la classe populaire,. Ce sont surtout ses nus féminins qui font régulièrement scandale, tandis que ses nus masculins sont généralement bien acceptés.

## Composition

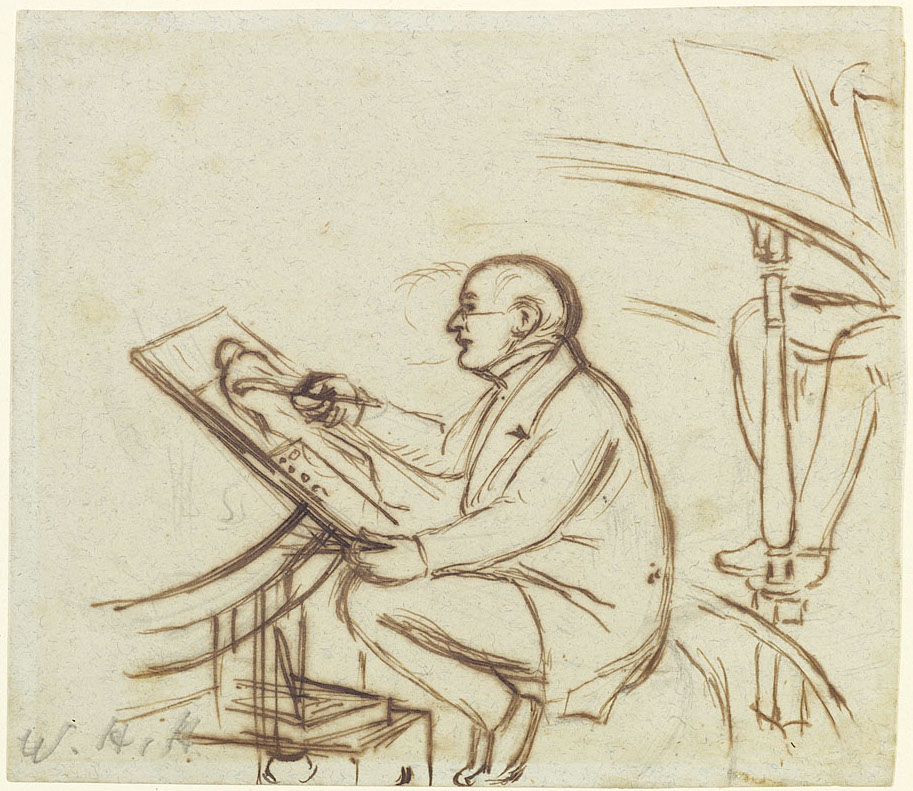
Etty en cours de modèle vivant, esquisse à l'encre de William Holman Hunt vers 1840-1850 (York Art Gallery).

Le tableau des Lutteurs est une étude à l'huile d'après modèle vivant, qui montre deux lutteurs, l'un blanc et l'autre noir, enserrés dans une prise de lutte. Il peut sembler à première vue que le lutteur blanc a pris le dessus sur son adversaire car il est debout alors que l'autre a un genou à terre, mais en réalité leurs positions respectives montrent qu'ils font jeu égal sur le plan sportif ; cela ne va pourtant pas de soi car il est couramment admis dans l'Angleterre victorienne que les hommes noirs sont moins robustes que les blancs. Les deux figures sont vivement éclairées, ce qui souligne les contrastes intenses entre la peau noire et la peau blanche, entre l'intimité et la violence, entre les surfaces dures et celles plus douces — ces contrastes sensuels n'étant pas forcément exempts d'une certaine ambiguïté érotique. Le lutteur noir est entièrement nu, tandis que le blanc porte un pagne — il n'est pas exclu, toutefois, que ce vêtement ait été rajouté après la mort de William Etty. La lumière intense crée des ombres profondes qui soulignent les courbes et la musculature des combattants dont la peau se tend et se déforme sous l'effet de leurs prises. Leurs corps sont trempés de sueur ; d'après l'historienne de l'art Sarah Victoria Turner, ce n'est pas à interpréter uniquement comme un effet dramatique, mais cela s'explique par le fait que l'atelier de la Royal Academy où les modèles ont probablement posé est étroit et surchauffé à cause d'un manque de ventilation conjugué au chauffage au gaz : une fois éclairé et rempli d'étudiants, la température y devient vite très élevée.
Les deux lutteurs ne se tiennent pas sur un tapis de lutte ni même sur un terrain de sport, mais devant un fond composé d'un rideau vert et d'un mur brun. Leur identité est inconnue. D'après Alison Smith, conservatrice en chef auprès de la Tate pour l'art britannique d'avant 1900, il est tout de même possible que l'homme blanc s'inspire d'un certain John Wilton de Somerset, qui aurait déjà servi de modèle à un autre peintre, Daniel Maclise, pour le personnage de Petit Jean dans son Robin des Bois de 1839.
Il est probable que Les Lutteurs soient peints vers 1840, sans doute à l'occasion des cours de modèle vivant de la Royal Academy auxquels Etty continue d'assister tout au long de sa vie. L'habitude dans ces cours est plutôt de travailler à partir d'un modèle unique ; mais il arrive parfois qu'Etty organise ce qu'il appelle « a treat » (c'est-à-dire une « récompense » ou un « cadeau ») en faisant poser plusieurs modèles à la fois afin d'offrir aux étudiants toute une composition, souvent inspirée de tableaux de grands maîtres. La création des Lutteurs a dû s'effectuer sur une durée de trois séances : lors de la première, Etty aurait esquissé les modèles à la craie ou au fusain puis encré leurs contours ; le deuxième soir, il aurait peint les figures à l'huile ; la troisième séance aurait enfin permis d'appliquer un fin glacis sur la tableau, qui aurait ensuite été teinté,.

## Thèmes

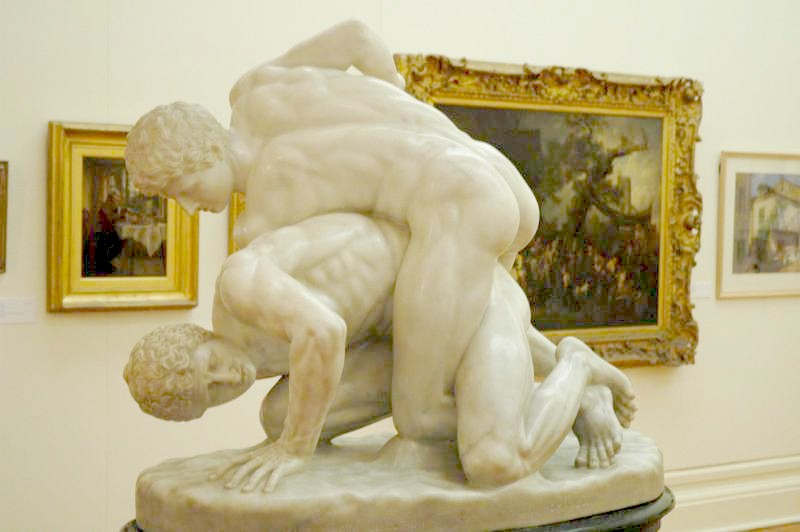
Les Lutteurs des Offices (Florence) : une source d'inspiration classique pour Etty et pour ses contemporains.

### L'activité physique
Bien que le travail de William Etty soit surtout connu pour ses représentations féminines, il a déjà réalisé des tableaux d'hommes combattants, nus ou à demi-nus, comme dans son Benaiah de 1829. La tendance dans l'art britannique de l'époque est en effet de représenter des hommes au physique vigoureux et harmonieux, ce qui sur le plan symbolique vise à placer l'Homme britannique sur un pied d'égalité, voire au-dessus de l'idéal grec antique qui sert alors de repère en termes de perfection formelle. À ce titre, tous les artistes du moment sont formés à l'imitation de la statuaire grecque classique qu'ils viennent dessiner dans les musées à partir de copies, ou dont ils vont directement étudier les originaux en Italie ou en Grèce. À l'instar des autres artistes britanniques contemporains, Etty est certainement rompu aux aspects techniques de ce type de thème puisque la copie des Lutteurs (ou Pancrastinae) des Offices est l'un des sujets donnés aux candidats à l'accès aux écoles de la Royal Academy,. Par ailleurs, Etty a eu l'occasion de découvrir de très nombreuses œuvres à l'occasion de ses longs séjours en France et en Italie entre 1816 et 1830 — séjours lors desquels il étudie et dessine les tableaux et les sculptures qu'il admire le plus ; il se rend également en Belgique en 1840 et 1841 pour y voir les toiles de Rubens, pour lequel il éprouve une vive admiration.
Mais l'époque est également celle de l'inquiétude nationale : la révolution industrielle fait sentir ses effets et la prévalence du travail manuel est donc en régression, ce qui pourrait affaiblir les hommes britanniques et leur faire oublier les vertus de la discipline. Des images de sport et de combat viennent donc à pic pour relancer un idéal de force physique que beaucoup pensent alors en voie de disparition. La lutte et la boxe constituent ainsi de parfaits sujets artistiques, qu'Etty traite à travers plusieurs tableaux et esquisses. Les artistes du moment apprécient beaucoup d'employer des boxeurs ou des soldats comme modèles, considérant qu'ils disposent à la fois de la force et de l'allure souhaitées, mais aussi qu'ils savent faire preuve de la discipline requise pour supporter de longues séances de pose en atelier.

### Un personnage noir

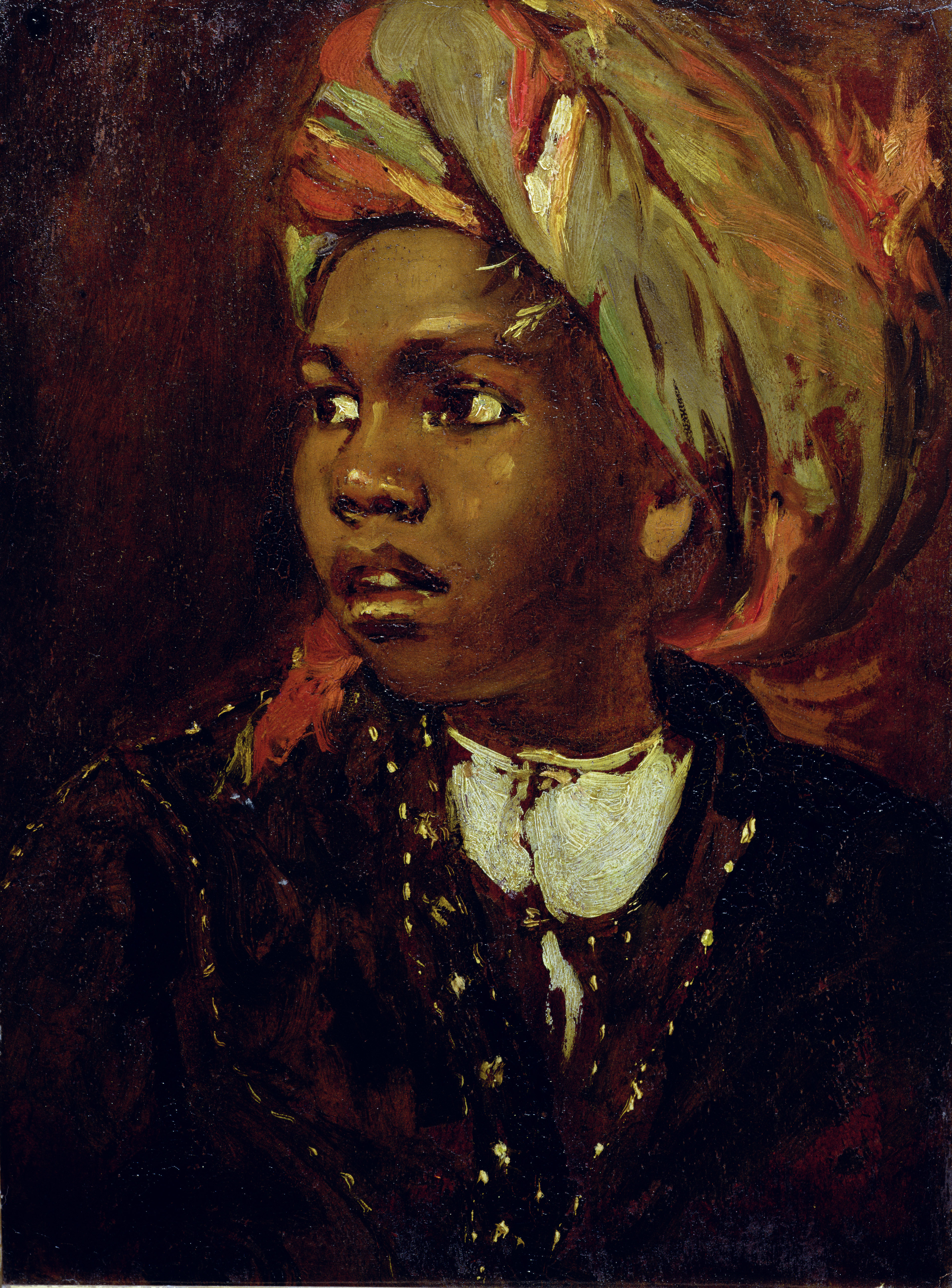
Etty a peint antérieurement d'autres modèles noirs comme cette Étude d'un garçon noir (v.1827–v.1838, York Art Gallery).

La raison pour laquelle Etty choisit d'associer un lutteur noir et un blanc n'est pas bien déterminée. Il a déjà représenté des sujets noirs et indiens auparavant, et c'est un usage assez courant chez les artistes contemporains ; en revanche, il est rare de voir des personnages noirs et blancs ainsi enlacés. Peut-être Etty ne s'intéresse-t-il qu'au contraste entre les différents tons de chair : certains documents montrent qu'il lui arrive parfois d'organiser des séances avec des modèles de différentes couleurs de peau, précisément pour cette raison. Mais il est également possible qu'il veuille souligner que l'homme noir « primitif » est celui qui est en réalité le plus proche d'une forme d'idéal incarné par les lutteurs des civilisations antiques, tant par l'esprit que par le physique. Sarah Victoria Turner avance pour sa part qu'une scène de combat est le seul thème possible à cette époque, si l'on désire mettre en lumière une forme d'intimité entre des figures noires et blanches nues.
L'année 1840 est celle où Les Lutteurs ont vraisemblablement été peints, mais c'est aussi l'année de la Convention mondiale anti-esclavagiste (en) à Londres ainsi que celle où sont exposés, toujours à Londres, des tableaux comme Le Négrier de William Turner ou La Traite des esclaves de François-Auguste Biard : les relations inter-raciales constituent donc un enjeu social et politique d'importance. Cependant, alors même que la présence en Angleterre de lutteurs et de boxeurs noirs — souvent d'anciens esclaves ou fils d'esclaves venus des États-Unis — est devenue assez courante et que l'ancien esclave noir Tom Molineaux a combattu à deux reprises pour le titre de champion du monde de boxe en 1811, le grand public regarde toujours avec méfiance ces hommes à la peau sombre.

## Parcours du tableau

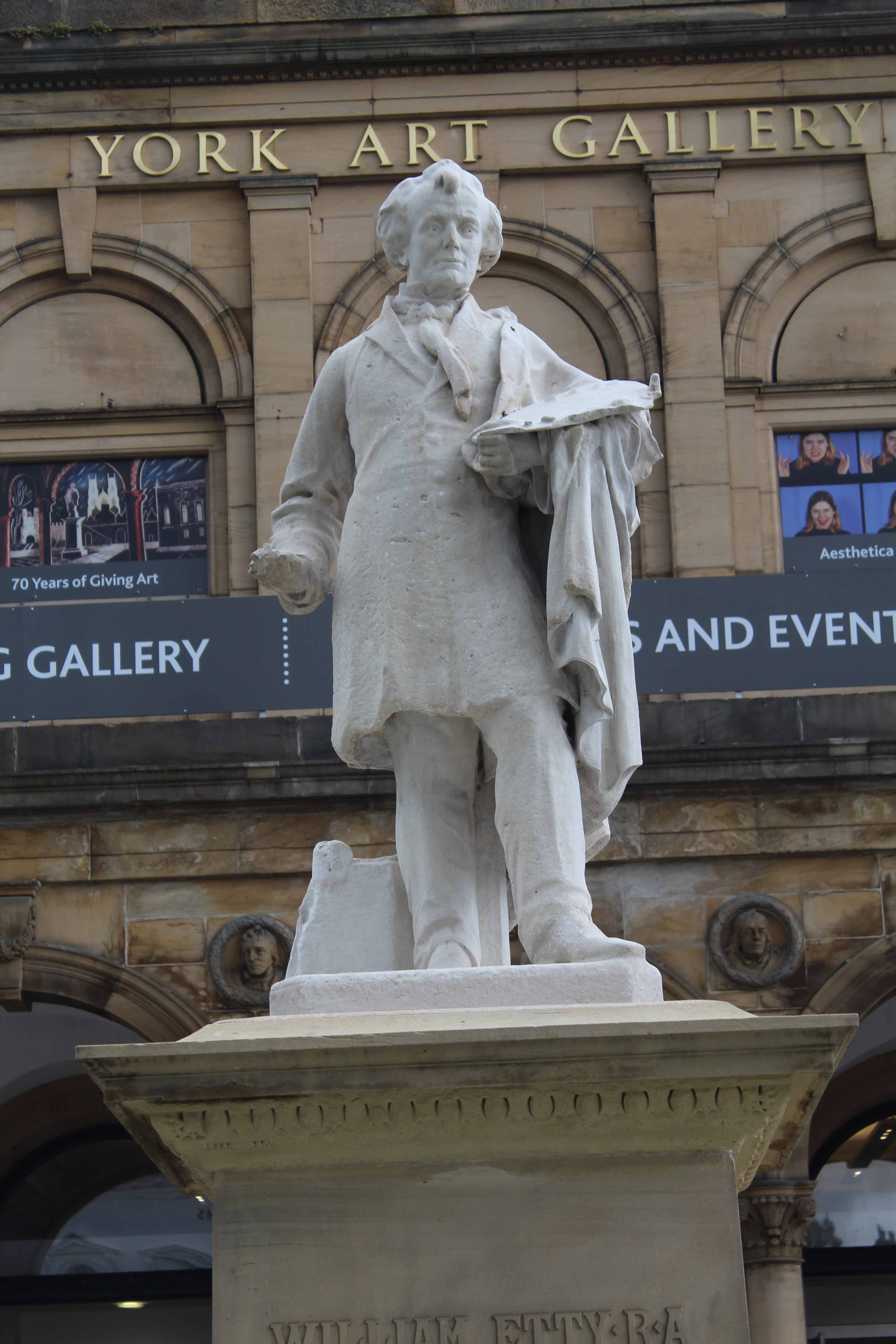
Devant l'entrée du musée de York qui abrite plusieurs de ses œuvres, une statue de William Etty évoque la mémoire du peintre originaire de cette ville.

Il n'existe presque aucune trace documentaire contemporaine de la production des Lutteurs. Il est probable que la toile soit vendue à un collectionneur privé, soit immédiatement après sa création, soit à la mort de Etty parmi plus de 800 œuvres qui se trouvaient alors dans son atelier,. Dans une biographie du peintre parue en 1849, l'auteur Dennis Farr évoque toutefois une exposition du tableau en 1849, avec mention d'un « prêt de C. W. Wass »,. En effet, le tableau est vraisemblablement exposé en juin 1849 à l'occasion d'une rétrospective de plus de 130 toiles de Etty, rétrospective qui est organisée peu de temps avant sa mort le 13 novembre de la même année. Néanmoins, comme Etty produit dans sa carrière trois toiles différentes qui reçoivent le titre Les Lutteurs, il n'est pas certain que le tableau de York ici présenté soit bien le même que celui qui est exposé en 1849 — même si, d'après l'historienne de l'art Sarah Victoria Turner, c'est très probable. Quoi qu'il en soit, cette toile est soustraite au regard du public dès 1849, pour ne réapparaître qu'un siècle plus tard.
À la mort du peintre, son œuvre connaît pourtant un bref regain de popularité. Toutefois, cet intérêt s'atténue avec le temps : à la fin du XIXe siècle, la valeur des toiles de Etty est au plus bas. Le thème du nu artistique passe rapidement de mode en Grande-Bretagne après sa disparition. Lorsque le marchand d'art Henry Montagu Roland évoque le tableau un siècle après sa création, en 1947, il porte un regard lucide sur sa valeur marchande du moment : « J'estime que ce tableau est non seulement un véritable Etty, mais encore qu'il est fort bien peint ; et comme le sujet convient très mal au marché de l'art, il devrait partir à vil prix. » En effet, la toile passe en vente le 31 octobre 1947 et elle n'attire pas l'intérêt des galeristes : une fondation patrimoniale de la ville de York l'acquiert pour 30 guinées, soit 31,50 £, ce qui revient à 750 £ en valeur corrigée de 2019. Les Lutteurs sont immédiatement confiés à la York Art Gallery.
En 2002, le tableau est intégré à une importante exposition à la Tate Britain intitulée « Exposed: The Victorian Nude », en compagnie de quatre autres tableaux du même peintre. Il tient également une place importante dans une rétrospective de l’œuvre de Etty organisée par la York Art Gallery en 2011-2012.